# Nationalpark Pacaás Novos
Der Nationalpark Pacaás Novos (portugiesisch Parque Nacional de Pacaás Novos) ist ein Schutzgebiet in Brasilien im Bundesstaat Rondônia. Es wurde 1979 ausgewiesen und ist 7086,66 km² groß.
Im Park haben acht große Flüsse ihre Quelle. Sie speisen den größten Teil des Frischwassers im Bundesstaat Rondônia.
Das Schutzgebiet untersteht dem Instituto Chico Mendes de Conservação da Biodiversidade (ICMBio).
Der Nationalpark überlagert das Schutzgebiet Terra Indígena Uru-eu-wau-wau, Siedlungsgebiet der Uru-eu-wau-waus und Amondawas.

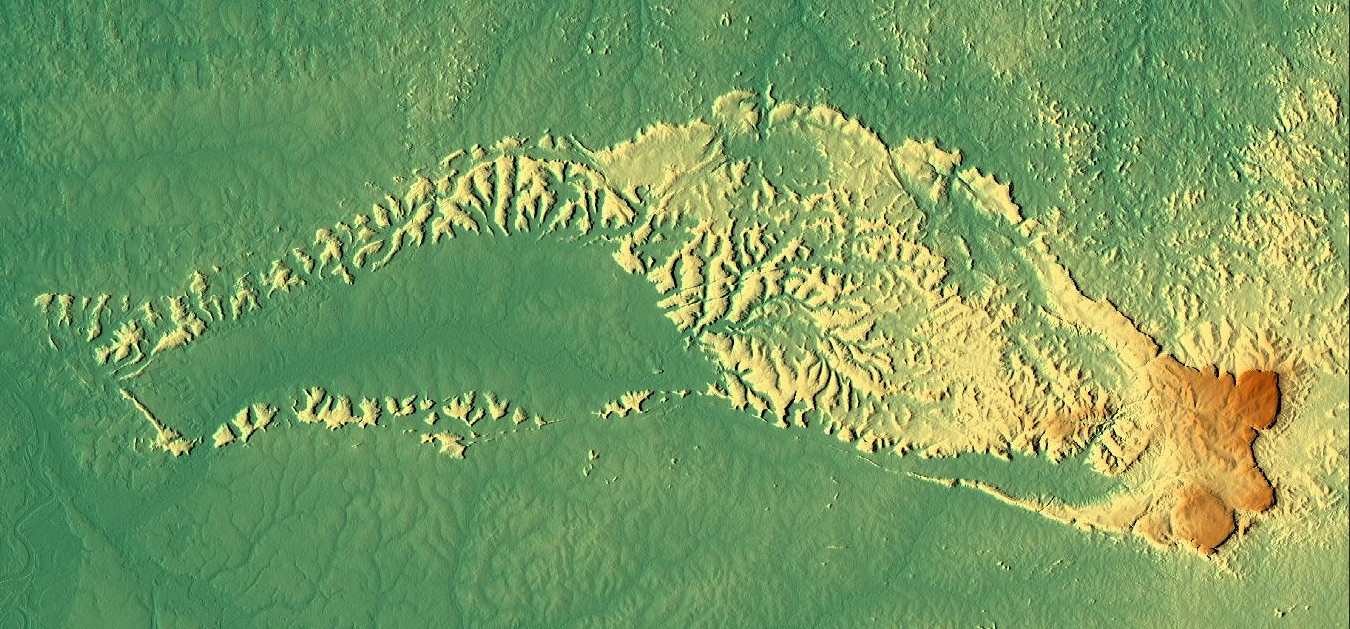
Relief der Serra dos Pacaás Novos, in der der Nationalpark liegt